# Mines de Villemagne
 (mars 2025).
Pour les articles homonymes, voir Villemagne (homonymie).

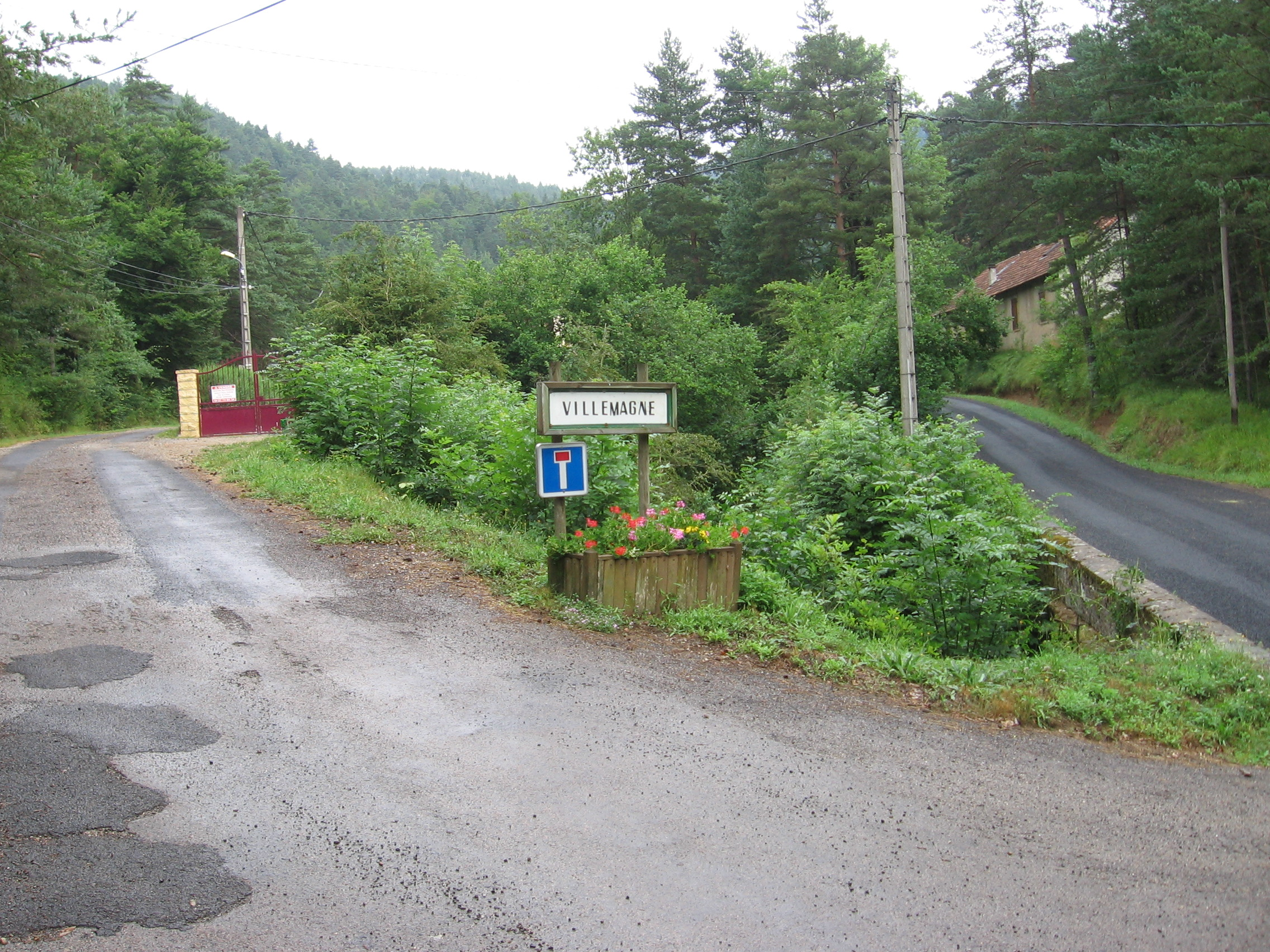
Villemagne aujourd'hui

Les mines de Villemagne sont d'anciennes mines de plomb et de zinc situées sur la commune de Saint-Sauveur-Camprieu, dans le département du Gard.
Ce site minier connut trois périodes d'exploitation durant le XXe siècle : de 1906 à 1914, de 1920 à 1936, puis de 1969 à 1975. En novembre 1962, le village minier servit de logement à 75 familles de harkis dans le cadre de la mise en place des hameaux de forestage, les  hommes réalisant des travaux forestiers.
Si aujourd'hui l'exploitation minière a bel et bien cessé, certaines maisons du village ont été acquises puis restaurées par des particuliers.